# Pallegney
Pallegney est une commune française située dans le département des Vosges en région Grand Est.

## Géographie

### Localisation
La commune de Pallegney se situe à environ 13 km au nord d'Épinal et à 14,3 km au sud-est de Charmes.

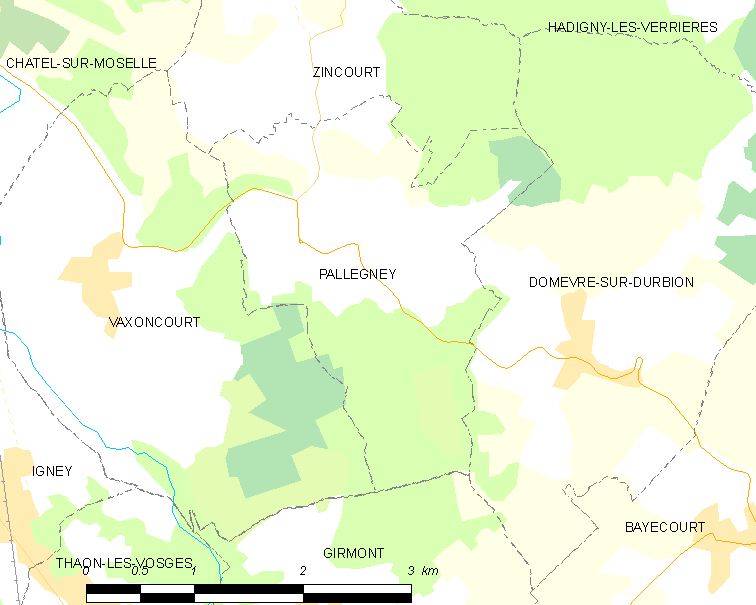
Situation de Pallegney.

#### Communes limitrophes
|            | Zincourt  |                     |
| Vaxoncourt | Pallegney | Domèvre-sur-Durbion |
|            | Girmont   |                     |

### Relief, géologie et hydrographie
La commune de Pallegney est située à 305 m d'altitude. Elle compte deux principaux cours d'eau :
- le Durbion ;
- le ruisseau des étangs du bois de la Fourche, qui est un affluent du précédent.

### Hydrographie et les eaux souterraines
Hydrogéologie et climatologie : Système d’information pour la gestion des eaux souterraines du bassin Rhin-Meuse :
Territoire communal : Occupation du sol (Corinne Land Cover); Cours d'eau (BD Carthage),
Géologie : Carte géologique; Coupes géologiques et techniques,
 Hydrogéologie : Masses d'eau souterraine; BD Lisa; Cartes piézométriques.
La commune est située dans le bassin versant du Rhin au sein du bassin Rhin-Meuse. Elle est drainée par le Durbion,.
Le Durbion, d'une longueur totale de 35,1 km, prend sa source dans la commune de Méménil et se jette  dans la Moselle à Châtel-sur-Moselle, après avoir traversé douze communes.

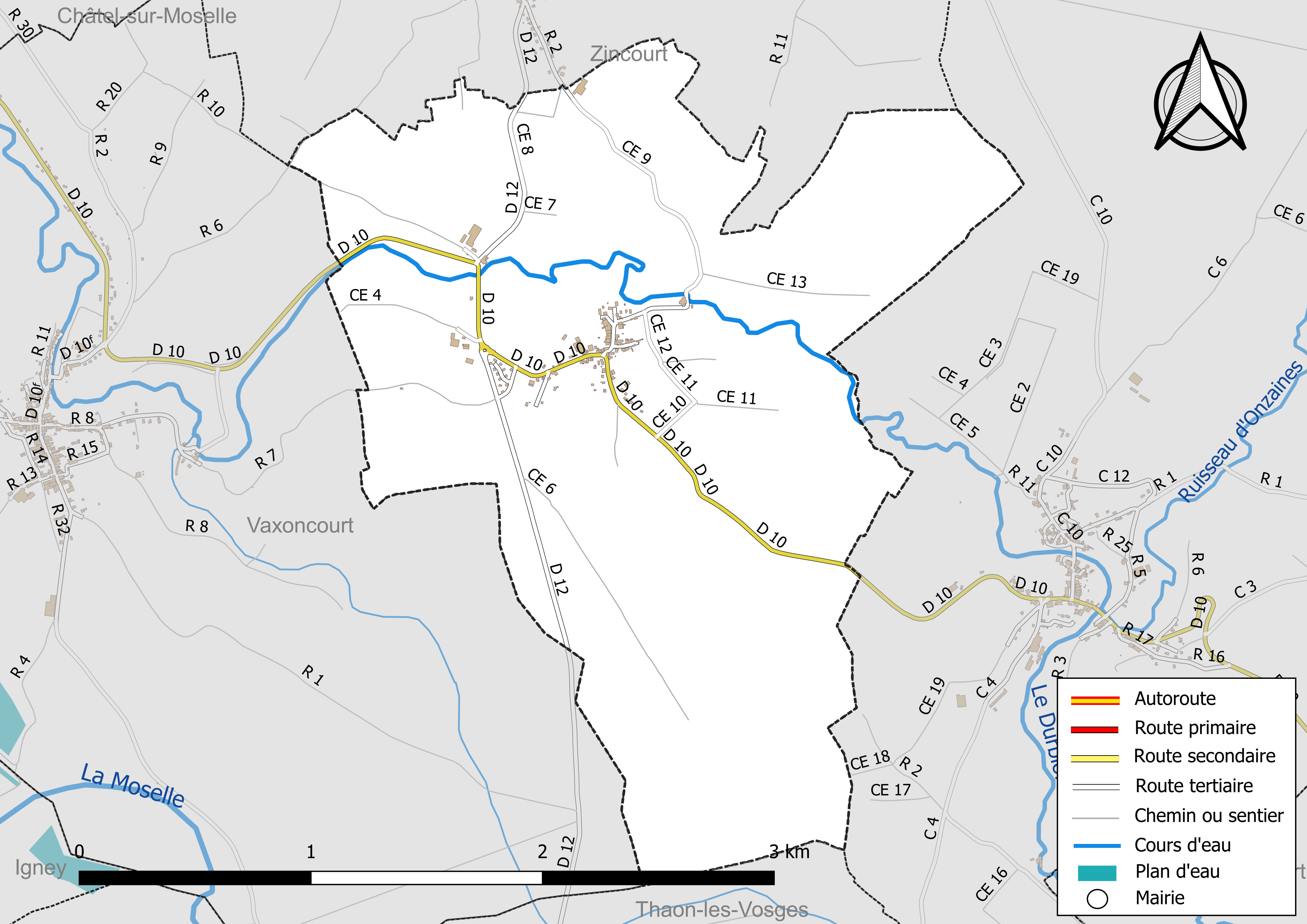
Réseaux hydrographique et routier de Pallegney.

La qualité des eaux de baignade et des cours d’eau peut être consultée sur un site dédié géré par les agences de l’eau et l’Agence française pour la biodiversité.

### Climat
Pour des articles plus généraux, voir Climat du Grand Est et Climat des Vosges.
En 2010, le climat de la commune est de type climat de montagne, selon une étude du Centre national de la recherche scientifique s'appuyant sur une série de données couvrant la période 1971-2000. En 2020, Météo-France publie une typologie des climats de la France métropolitaine dans laquelle la commune est exposée à un climat semi-continental et est dans la région climatique  Lorraine, plateau de Langres, Morvan, caractérisée par un hiver rude (1,5 °C), des vents modérés et des brouillards fréquents en automne et hiver.
Pour la période 1971-2000, la température annuelle moyenne est de 9,6 °C, avec une amplitude thermique annuelle de 16,9 °C. Le cumul annuel moyen de précipitations est de 952 mm, avec 12,3 jours de précipitations en janvier et 10,1 jours en juillet. Pour la période 1991-2020, la température moyenne annuelle observée sur la station météorologique de Météo-France la plus proche, « Épinal », sur la commune de Dogneville à 8 km à vol d'oiseau, est de 10,3 °C et le cumul annuel moyen de précipitations est de 907,0 mm. 
La température maximale relevée sur cette station est de 39,3 °C, atteinte le 25 juillet 2019 ; la température minimale est de −18,9 °C, atteinte le 12 janvier 1987,,.
Les paramètres climatiques de la commune ont été estimés pour le milieu du siècle (2041-2070) selon différents scénarios d'émission de gaz à effet de serre à partir des nouvelles projections climatiques de référence DRIAS-2020. Ils sont consultables sur un site dédié publié par Météo-France en novembre 2022.

## Urbanisme

### Typologie
Au 1er janvier 2024, Pallegney est catégorisée commune rurale à habitat dispersé, selon la nouvelle grille communale de densité à sept niveaux définie par l'Insee en 2022.
Elle est située hors unité urbaine. Par ailleurs la commune fait partie de l'aire d'attraction d'Épinal, dont elle est une commune de la couronne,. Cette aire, qui regroupe 118 communes, est catégorisée dans les aires de 50 000 à moins de 200 000 habitants,.

### Occupation des sols
L'occupation des sols de la commune, telle qu'elle ressort de la base de données européenne d’occupation biophysique des sols Corine Land Cover (CLC), est marquée par l'importance des territoires agricoles (50,5 % en 2018), en diminution par rapport à 1990 (54,8 %). La répartition détaillée en 2018 est la suivante : 
forêts (41,2 %), prairies (40,9 %), terres arables (9,6 %), zones urbanisées (4,2 %), milieux à végétation arbustive et/ou herbacée (4,1 %). L'évolution de l’occupation des sols de la commune et de ses infrastructures peut être observée sur les différentes représentations cartographiques du territoire : la carte de Cassini (XVIIIe siècle), la carte d'état-major (1820-1866) et les cartes ou photos aériennes de l'IGN pour la période actuelle (1950 à aujourd'hui).

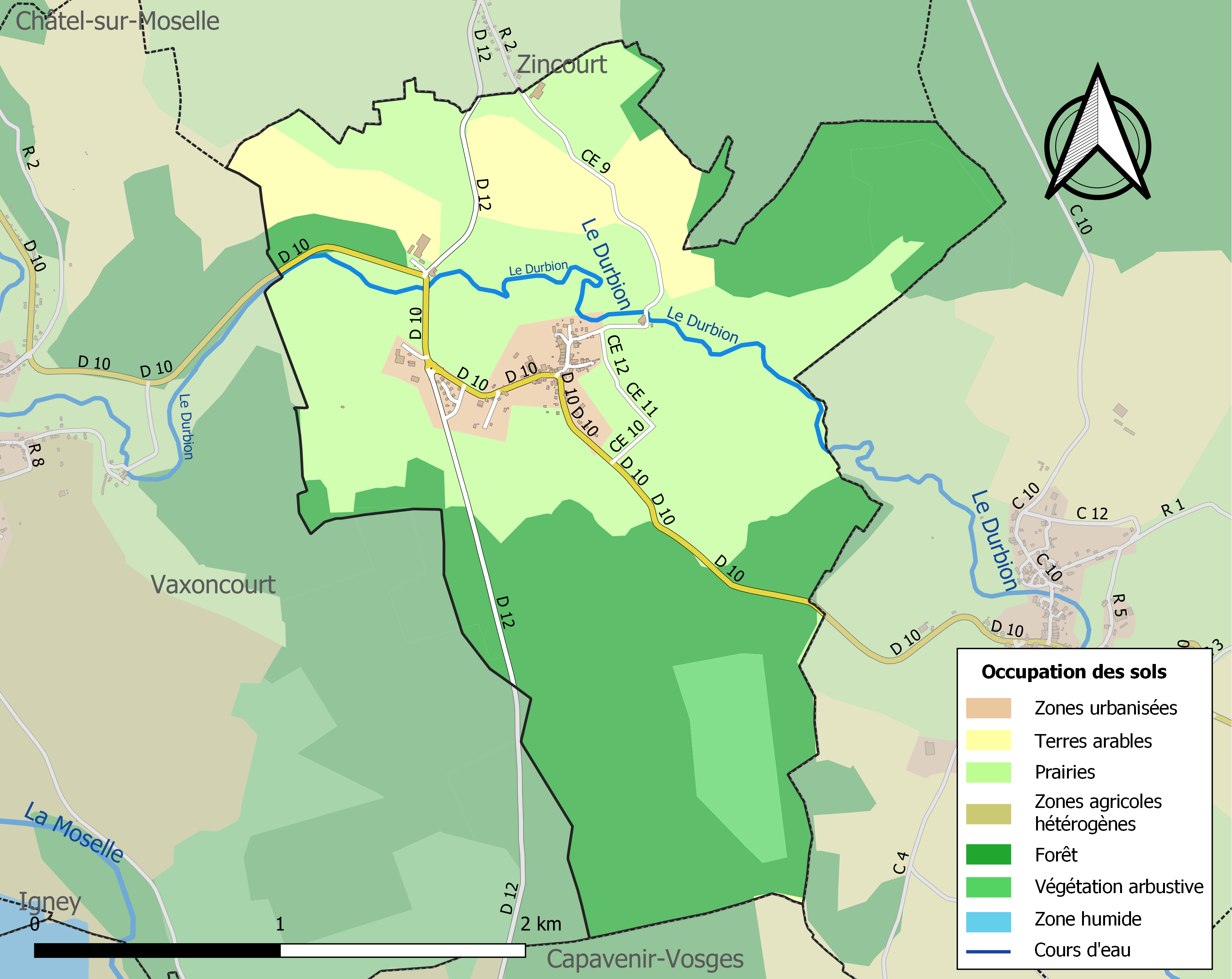
Carte des infrastructures et de l'occupation des sols de la commune en 2018 (CLC).
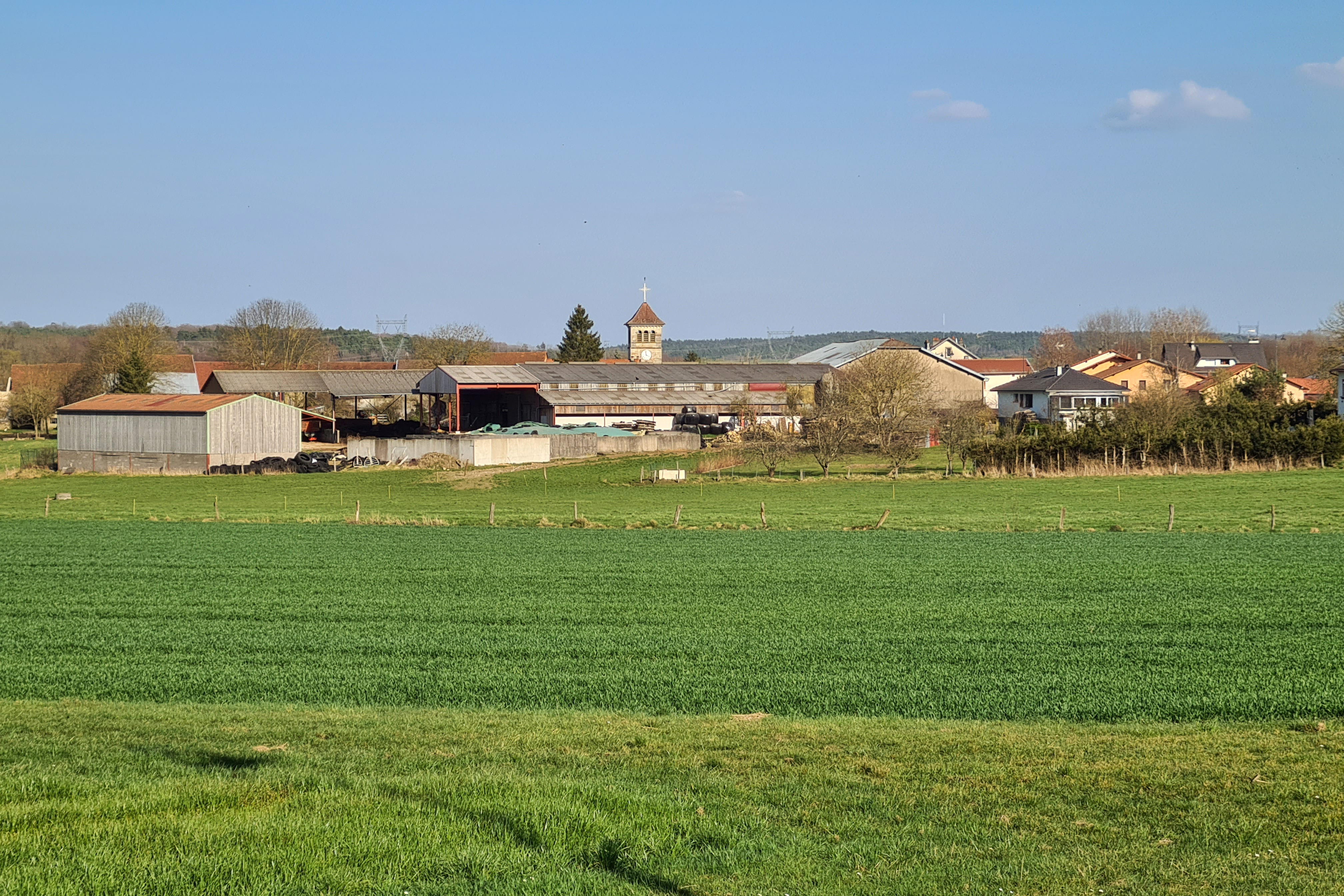
Paysage rural.

### Sismicité
Commune située dans une zone 2 de sismicité moyenne.

### Voies de communication et transports

#### Voies routières
- D10 vers Domèvres-sur-Durbinvers[17].
- D12 vers Zincourt.

#### Transports en commun
- Fluo Grand Est.

#### Lignes SNCF
- Gare d'Épinal.

## Toponymie
Le nom de la localité est attesté sous les formes Palleney (1396) ; Pallegney (1403) ; Palligny (1409) ; Gerardin de Palgney (1421) ; Paligny, Pallegny (1422) ; Paligny (1479) ; Palligney (1494) ; Palegney (1503) ; Palgny (1625) ; Palgney (1625) ; Palgney-sur-d’Urbion (1753) ; Palgney-sur-d’Urbion (1779).

Pagneyie en patois.
L'appellation Pallegney vient du latin Pallinius auquel a été ajouté le suffixe -acum.

## Histoire
Pallegney faisait partie du domaine des évêques de Metz. À partir de 1567, Pallegney dépendit directement des ducs de Lorraine.
Pallegney dépendait au spirituel de Zincourt, annexe de Vaxoncourt.
L'école de Pallegney a été construite en 1850, dans le même bâtiment que la mairie.
La commune de Pallegney a été modélisée pour être intégrée à Farming Simulator 2025 chez l’Editeur de Jeux Vidéos GIANTS Software.

## Politique et administration
| Période                                  | Période                       | Identité                  | Étiquette | Qualité           |
| ---------------------------------------- | ----------------------------- | ------------------------- | --------- | ----------------- |
| Les données manquantes sont à compléter. |                               |                           |           |                   |
| mars 1971                                | juin 1995                     | Gérard Perrin (1940-2019) |           | Restaurateur      |
| juin 1995                                | En cours (au 18 février 2015) | Claude Vuillemard (°1944) |           | Retraité agricole |

### Budget et fiscalité 2022

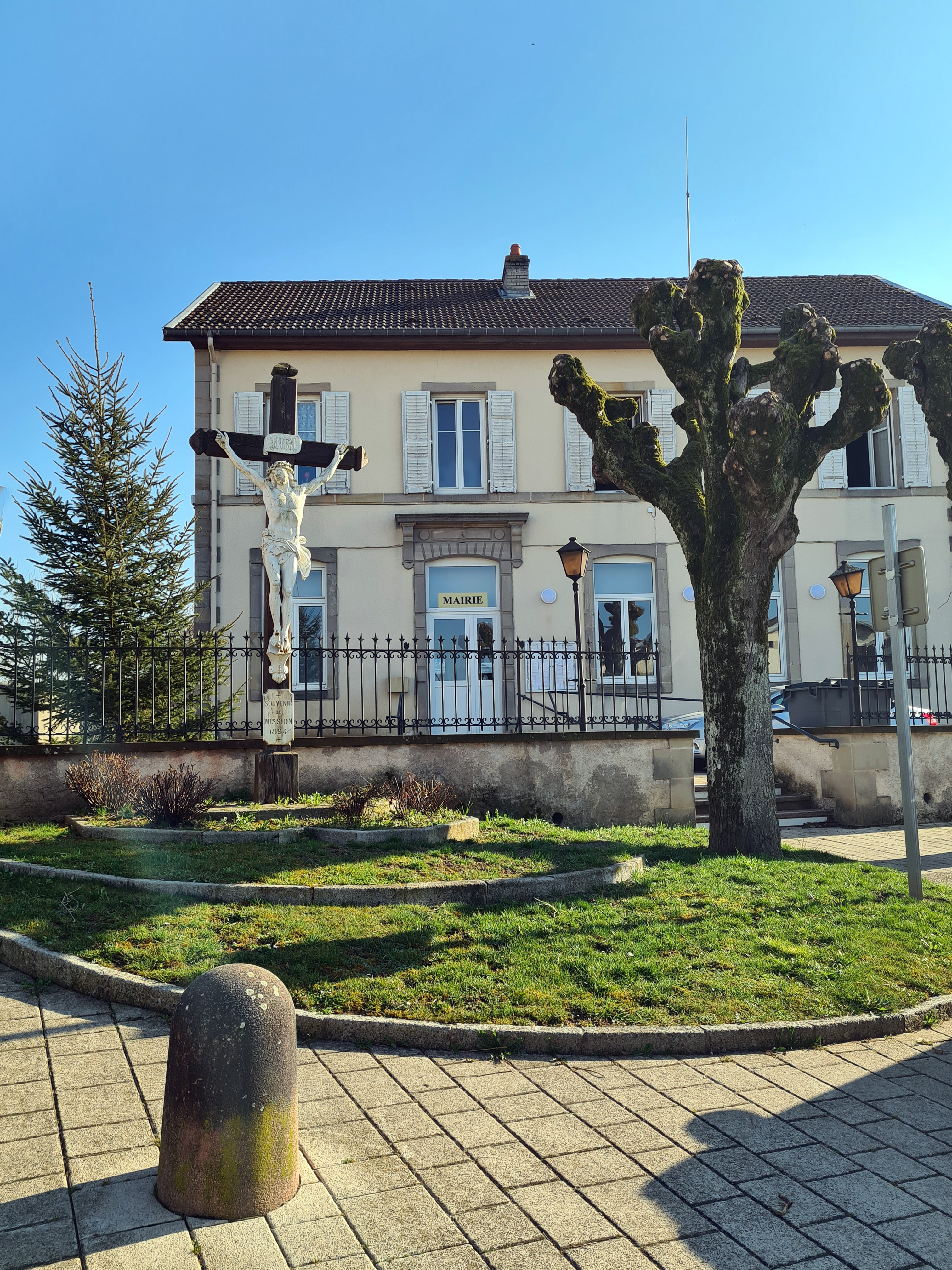
La mairie de Pallegney.

En 2022, le budget de la commune était constitué ainsi :
- total des produits de fonctionnement : 217 000 €, soit 1 302 € par habitant ;
- total des charges de fonctionnement : 181 000 €, soit 1 082 € par habitant ;
- total des ressources d'investissement : 66 000 €, soit 395 € par habitant ;
- total des emplois d'investissement : 71 000 €, soit 423 € par habitant ;
- endettement : 4 000 €, soit 22 € par habitant.

Avec les taux de fiscalité suivants :
- taxe d'habitation : 11,18 % ;
- taxe foncière sur les propriétés bâties : 37,28 % ;
- taxe foncière sur les propriétés non bâties : 21,93 % ;
- taxe additionnelle à la taxe foncière sur les propriétés non bâties : 0,00 % ;
- cotisation foncière des entreprises : 0,00 %.

Chiffres clés Revenus et pauvreté des ménages en 2021 : médiane en 2021 du revenu disponible, par unité de consommation : 21 860 €.

## Économie

### Entreprises et commerces

#### Agriculture
- Sylviculture et autres activités forestières.
- Élevage de vaches laitières.
- Élevage d'autres bovins et de buffles.
- Culture et élevage associés.

#### Tourisme
- Hébergements et restauration à Épinal, Vincey, Sanchey, Rugney.

#### Commerces
- Commerces et services de proximité.

## Population et société

### Démographie

#### Évolution démographique
L'évolution du nombre d'habitants est connue à travers les recensements de la population effectués dans la commune depuis 1793. Pour les communes de moins de 10 000 habitants, une enquête de recensement portant sur toute la population est réalisée tous les cinq ans, les populations de référence des années intermédiaires étant quant à elles estimées par interpolation ou extrapolation. Pour la commune, le premier recensement exhaustif entrant dans le cadre du nouveau dispositif a été réalisé en 2008.

En 2022, la commune comptait 172 habitants, en évolution de −2,27 % par rapport à 2016 (Vosges : −2,96 %, France hors Mayotte : +2,11 %).
| 1793 | 1800 | 1806 | 1821 | 1831 | 1836 | 1841 | 1846 | 1856 |
| ---- | ---- | ---- | ---- | ---- | ---- | ---- | ---- | ---- |
| 225  | 261  | 277  | 269  | 297  | 289  | 292  | 295  | 249  |

| 1861 | 1866 | 1876 | 1881 | 1886 | 1891 | 1896 | 1901 | 1906 |
| ---- | ---- | ---- | ---- | ---- | ---- | ---- | ---- | ---- |
| 262  | 273  | 244  | 228  | 238  | 237  | 238  | 219  | 192  |

| 1911 | 1921 | 1926 | 1931 | 1936 | 1946 | 1954 | 1962 | 1968 |
| ---- | ---- | ---- | ---- | ---- | ---- | ---- | ---- | ---- |
| 181  | 156  | 144  | 139  | 134  | 112  | 127  | 130  | 132  |

| 1975 | 1982 | 1990 | 1999 | 2006 | 2008 | 2013 | 2018 | 2022 |
| ---- | ---- | ---- | ---- | ---- | ---- | ---- | ---- | ---- |
| 105  | 158  | 171  | 164  | 162  | 161  | 176  | 164  | 172  |

### Enseignement
Établissements d'enseignements :
- Écoles maternelles et primaires à Vaxoncourt, Thaon-les-Vosges, Hadigny-les-Verrières, Igney, Châtel-sur-Moselle.
- Collèges à Châtel-sur-Moselle, Thaon-les-Vosges, Épinal, Golbey.
- Lycées à Thaon-les-Vosges, Épinal.

### Santé
Professionnels et établissements de santé :
- Médecins à Châtel-sur-Moselle, Girmont, Nomexy, Thaon-les-Vosges, Chavelot, Sercoeur.
- Pharmacies à Châtel-sur-Moselle, Nomexy, Thaon-les-Vosges, Portieux.
- Hôpitaux à Châtel-sur-Moselle, Thaon-les-Vosges, Golbey.

### Cultes
- Culte catholique, Paroisse Saint-Laurent-des-Trois-Rivières[29], Diocèse de Saint-Dié.

## Culture locale et patrimoine

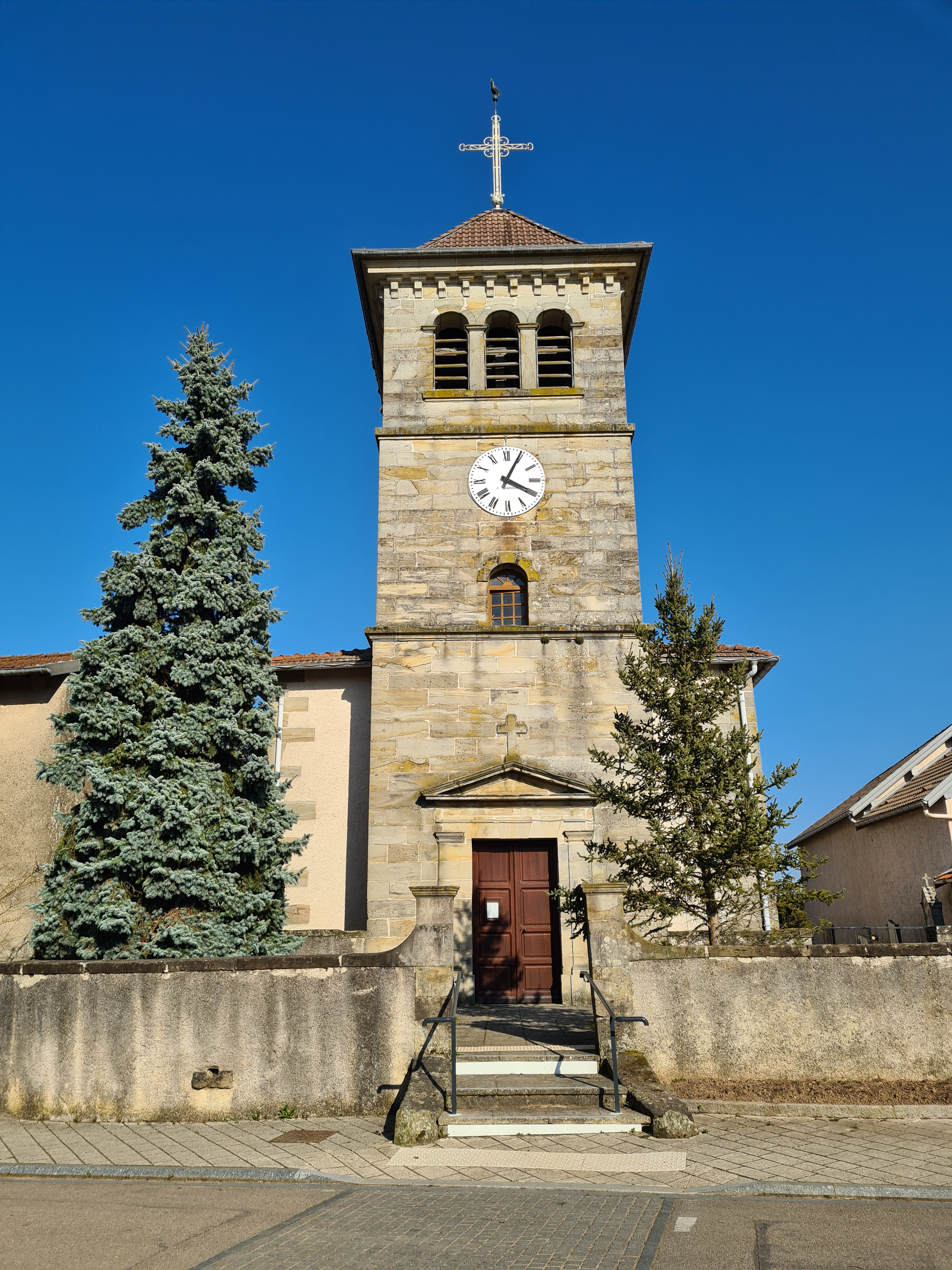
Clocher de l'église Saint-Luc.
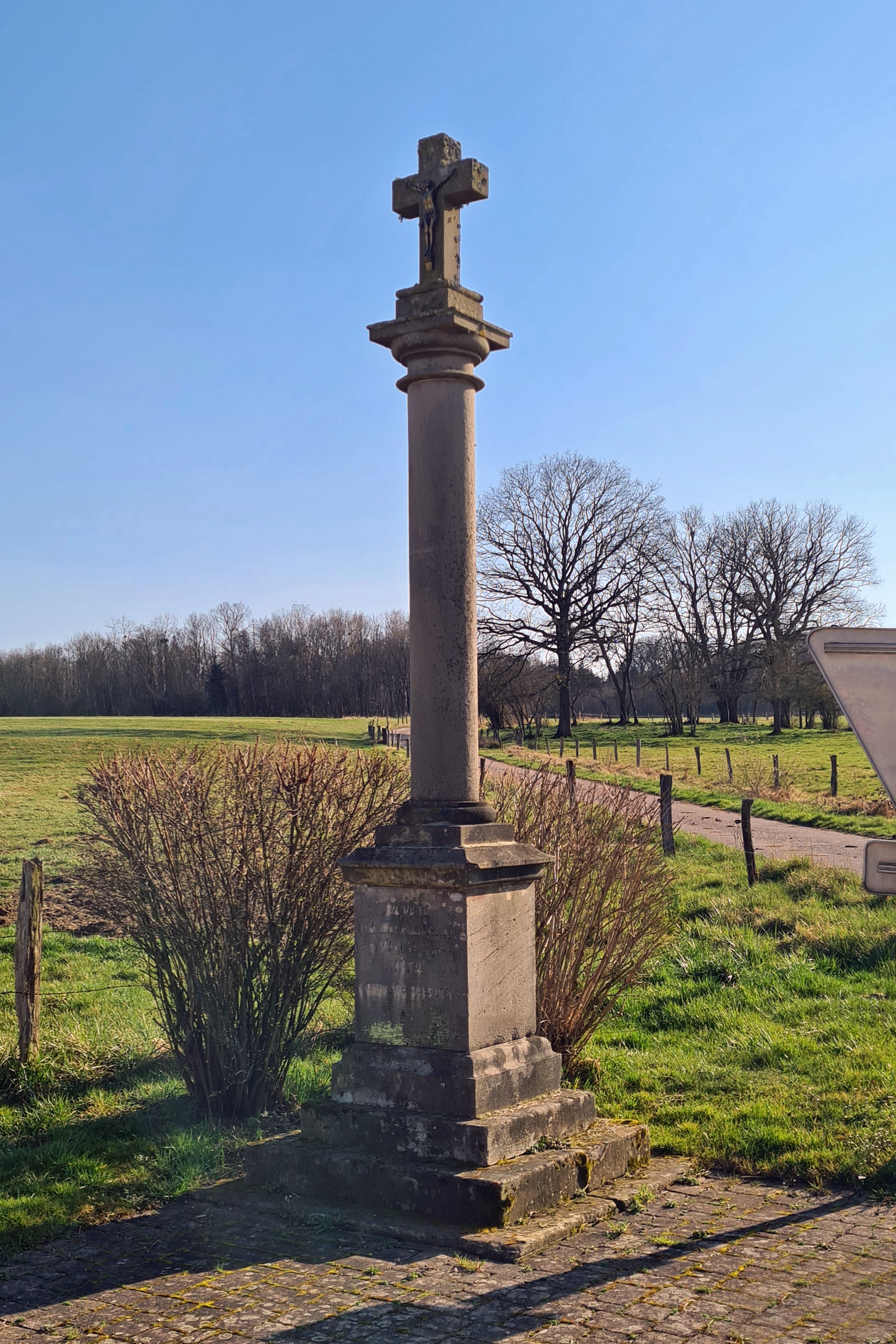
Croix de chemin (1872).
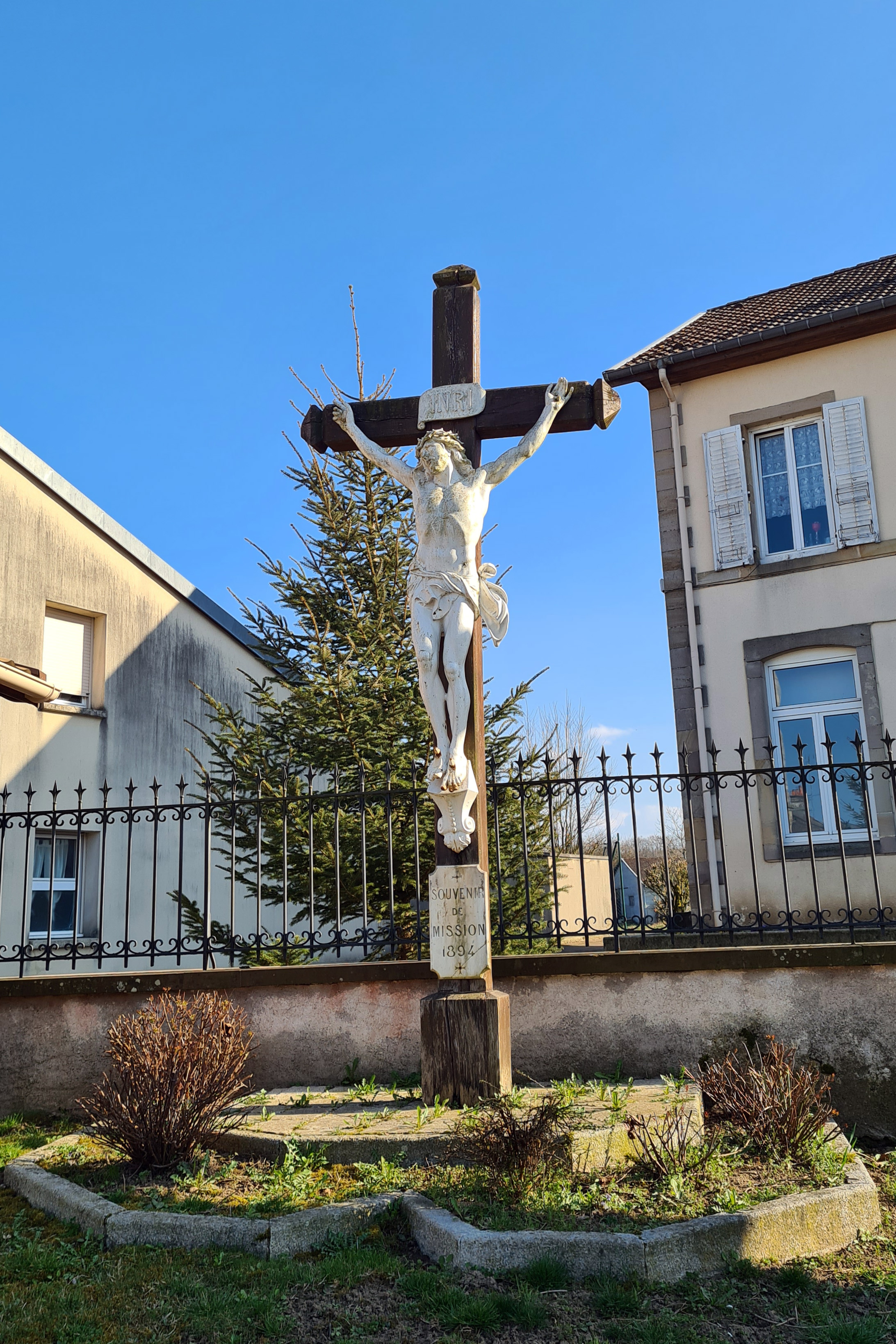
Croix de mission (1894).
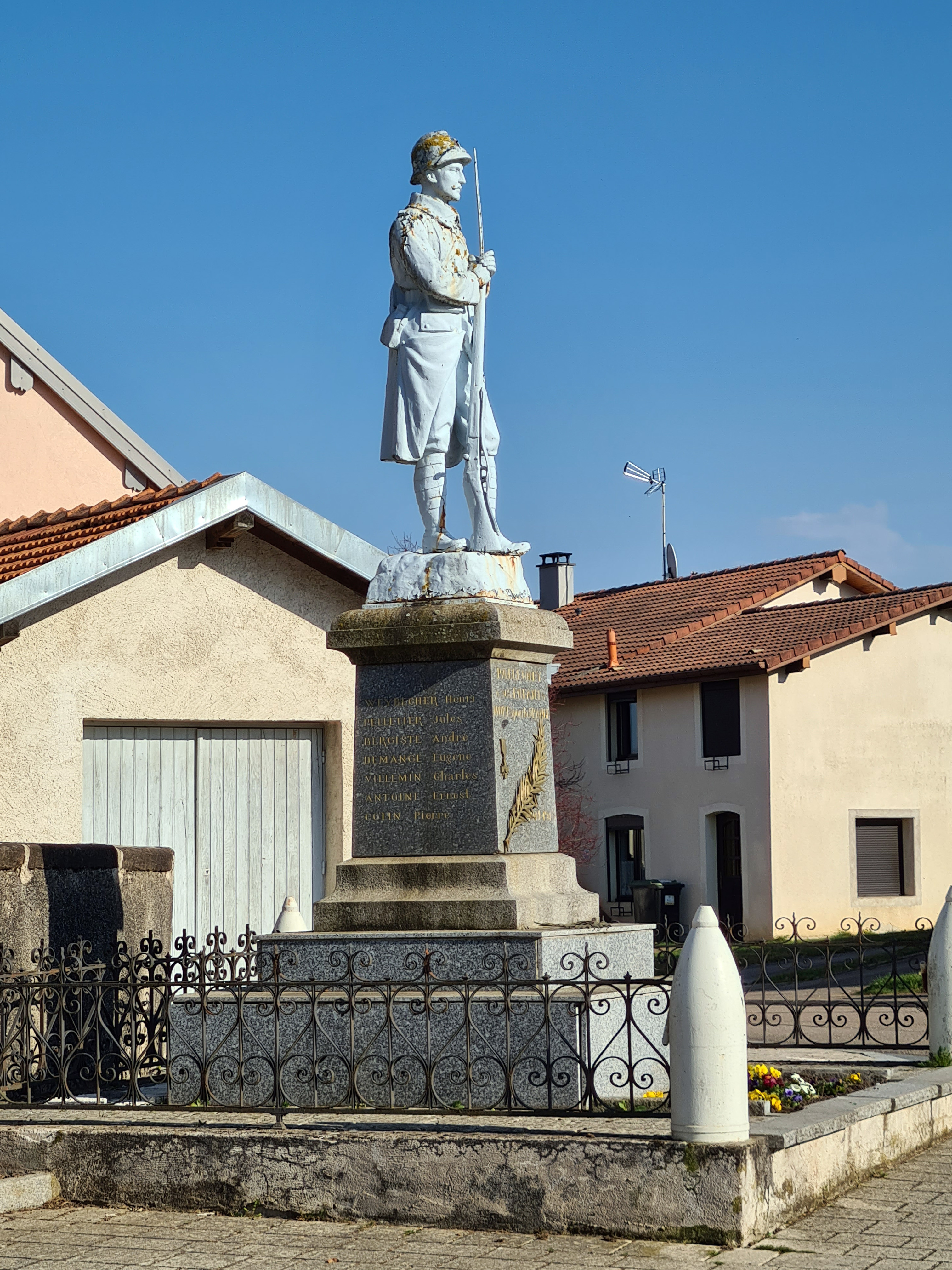
Monument aux morts 1914-1918.

Patrimoine religieux :
- Église Saint-Luc et son mobilier. L'église Saint-Luc abrite plusieurs objets distingués par les Monuments historiques.

Placée sur l'ancien autel de l'église du même nom, une statue de saint Luc du XVIIIe siècle, en bois taillé polychrome, a été classée en 1982.
Une statue de saint Jean, également du XVIIIe siècle, en bois taillé et doré, placée dans la sacristie, a été inscrite aux MH en 1981. Elle montre saint Jean debout, pieds nus dans des sandales, vêtu d'une tunique serrée à la taille et d'un long manteau sur les épaules. Il tient un livre ouvert de la main gauche. Un aigle se trouve à ses pieds, à gauche.
Dans la sacristie se trouve en outre un bâton de procession de la confrérie de Notre-Dame des Grâces, en bois taillé polychrome. Encadrée par deux portes-cierges reposant sur le socle, la statuette met en scène la Vierge, debout sur un nuage, vêtue d'une tunique et d'un manteau. Sa tête est sans coiffure et ses bras sont écartés. Datée du XIXe siècle, la statue a été inscrite aux Monuments historiques en 1981.
Toujours dans la sacristie, se trouve une statuette (objet de dévotion dit chapelle de Notre-Dame-des-Grâces) en bois taillé et doré à la feuille, enfermée dans une ampoule de verre terminée par un fleuron et fixée sur un socle de bois tourné et mouluré. La statuette figure la Vierge tenant l'Enfant sur le bras gauche et un cierge dans la main droite. Exécutée au XIXe siècle, elle a été inscrite sur l'inventaire supplémentaire des monuments historiques en 1981.
Autres patrimoines :

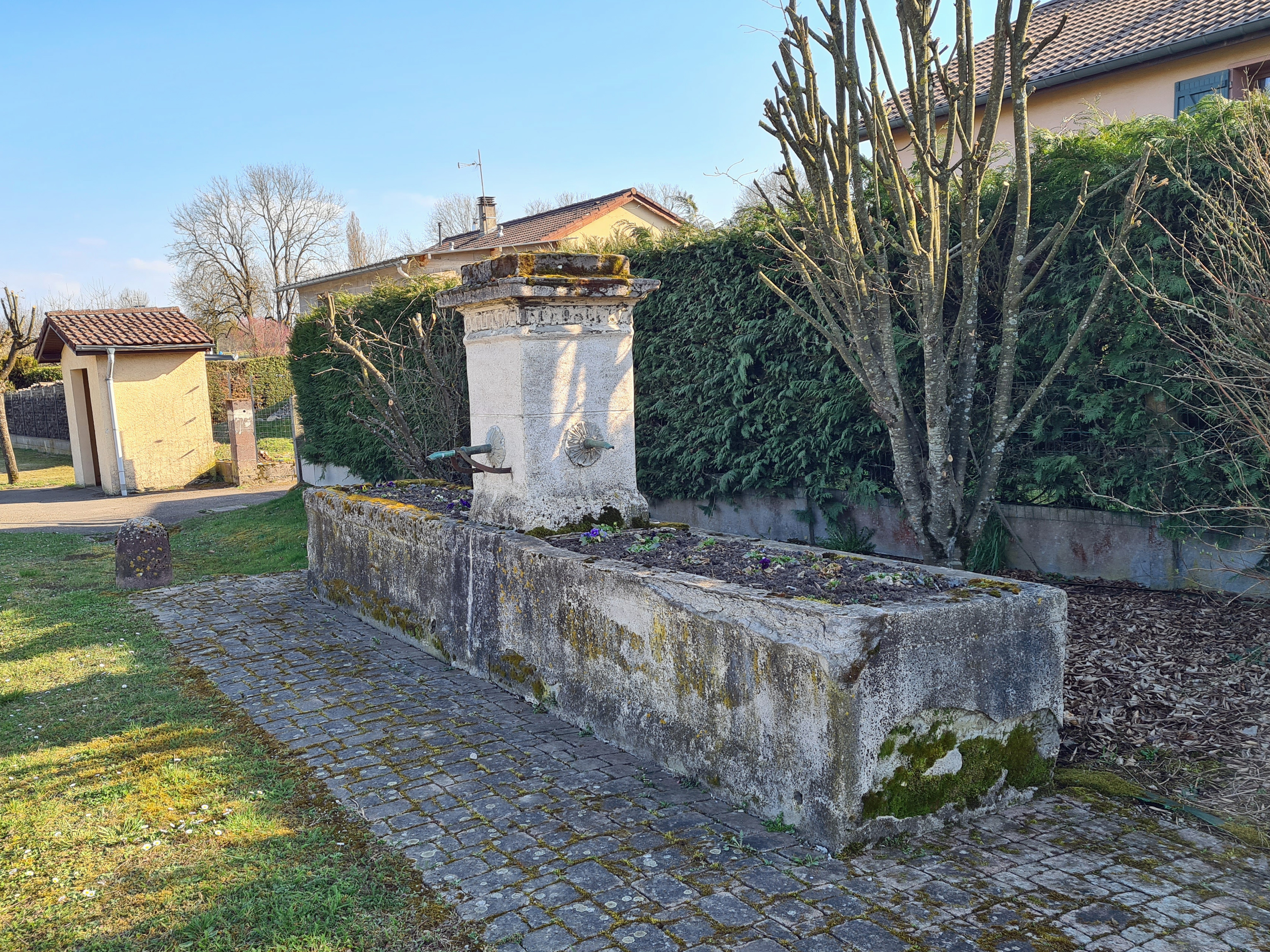
Fontaine à double bac.
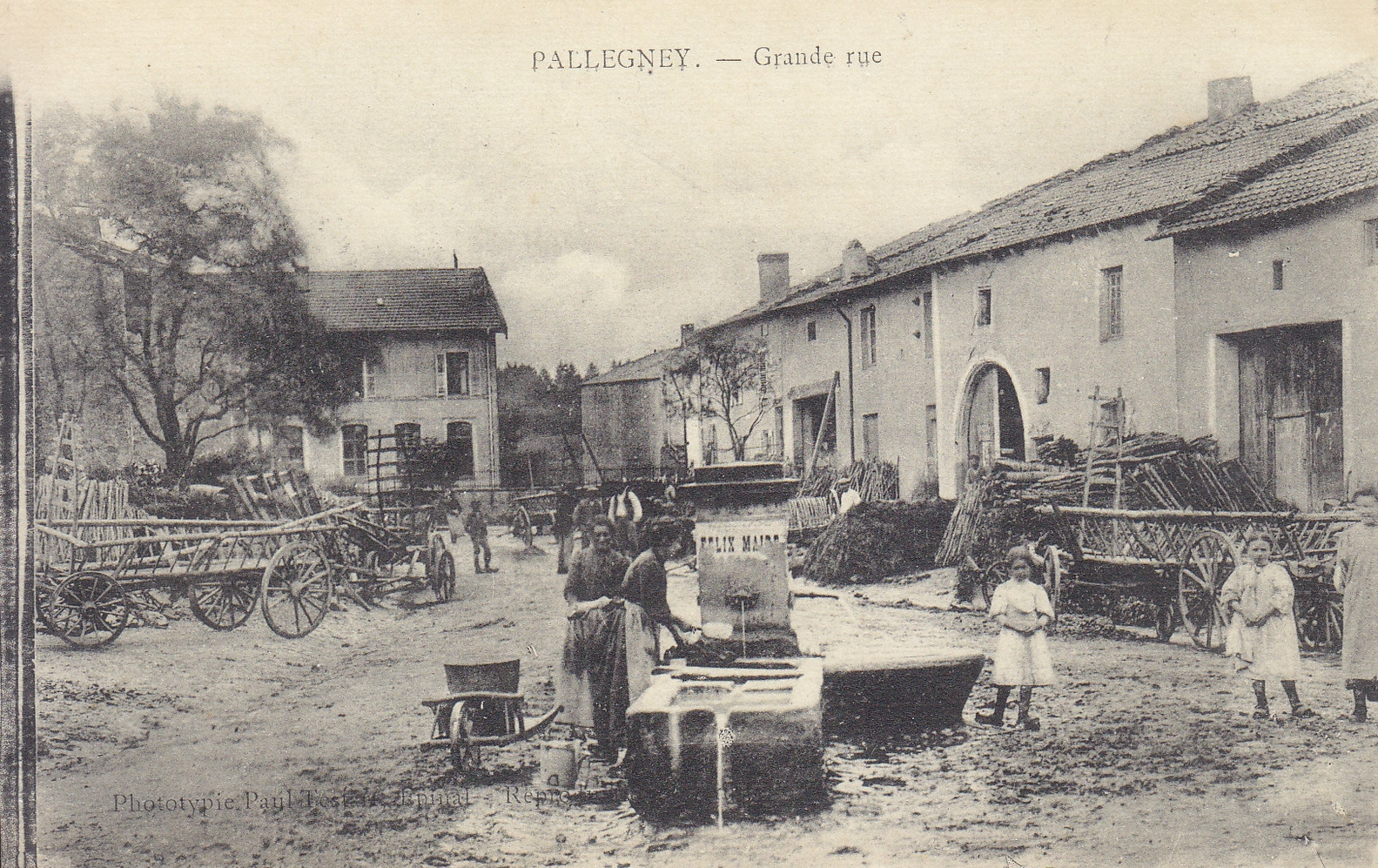
Carte postale du village vers 1910, avec la fontaine-lavoir au milieu de la place.

### Personnalités liées à la commune
- Mava Chou, décédée à Pallegney en 2021.

### Héraldique
Armes inconnues.

## Pour approfondir